# 秋田県道162号羽後牛島停車場線
秋田県道162号羽後牛島停車場線（あきたけんどう162ごう うごうしじまていしゃじょうせん）は、秋田県秋田市を通る一般県道である。

## 概要
JR東日本 羽越本線 羽後牛島駅から北東（秋田駅寄り）方向、羽越本線沿い274メートルの短距離路線である。国道13号と牛島跨線橋で立体交差するが、当道路に直接接続する国道、県道はない。県道の標識はなく、キロポストが起点と終点の2つ現存する。

### 路線データ
- 総延長 : 0.274 km[2]
- 実延長 : 0.274 km[2]
- 起点 : 秋田県秋田市牛島西1丁目4番（羽後牛島駅）[3]北緯39度41分47.8秒 東経140度6分58.6秒
- 終点 : 秋田県秋田市牛島西1丁目2番（現在は[いつ?]牛島東1丁目11番に変更されている）[3]地図（現在の終点）
- 未供用区間 : なし[2]

## 歴史
- 1959年（昭和34年）2月17日 - 秋田県道に認定される[3]。

## 路線状況

### 冬期閉鎖区間
- なし[4]

### 交通不能区間
- なし[5]

## 地理

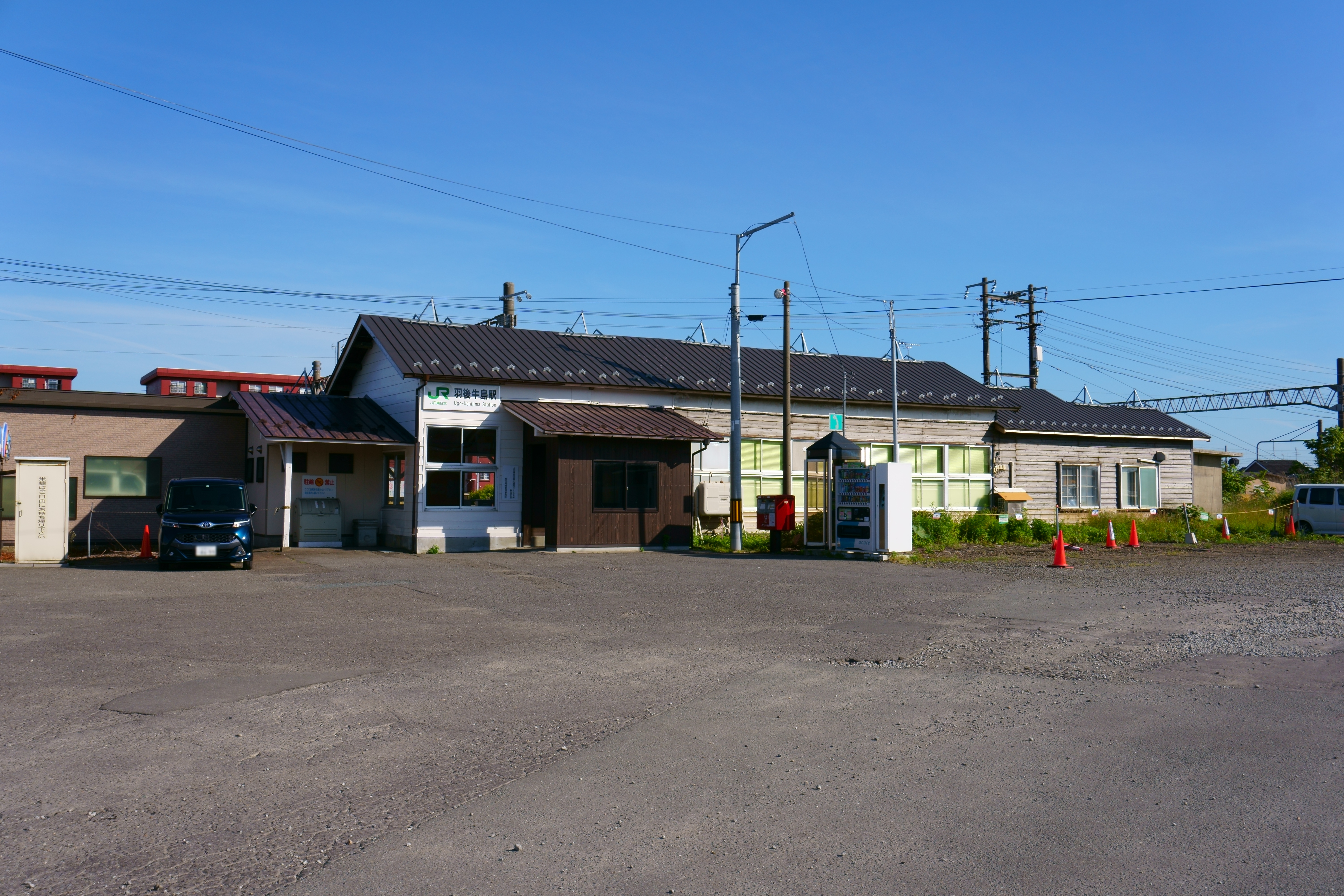
起点の羽後牛島駅

### 交差する道路
| 施設名         | 接続路線名 | 備考 | 所在地                      |
| -------------- | ---------- | ---- | --------------------------- |
| 〈羽後牛島駅〉 |            | 起点 | 秋田市牛島西1丁目           |
|                | 国道13号   | 終点 | 秋田市牛島西1丁目（文献上） |

### 沿線の施設
- JR東日本 羽越本線 羽後牛島駅
- 秋田銀行牛島支店